# Phitopis
Phitopis är ett släkte av måreväxter. Phitopis ingår i familjen måreväxter.
Kladogram enligt Catalogue of Life:
| Phitopis | \| \| Phitopis multiflora \| \| \| \| \| \| Phitopis sterculioides \| \| \| \| |
|          | \| \| Phitopis multiflora \| \| \| \| \| \| Phitopis sterculioides \| \| \| \| |
|          | Phitopis multiflora                                                            |
|          |                                                                                |
|          | Phitopis sterculioides                                                         |
|          |                                                                                |